# ローグ・ギャラリー

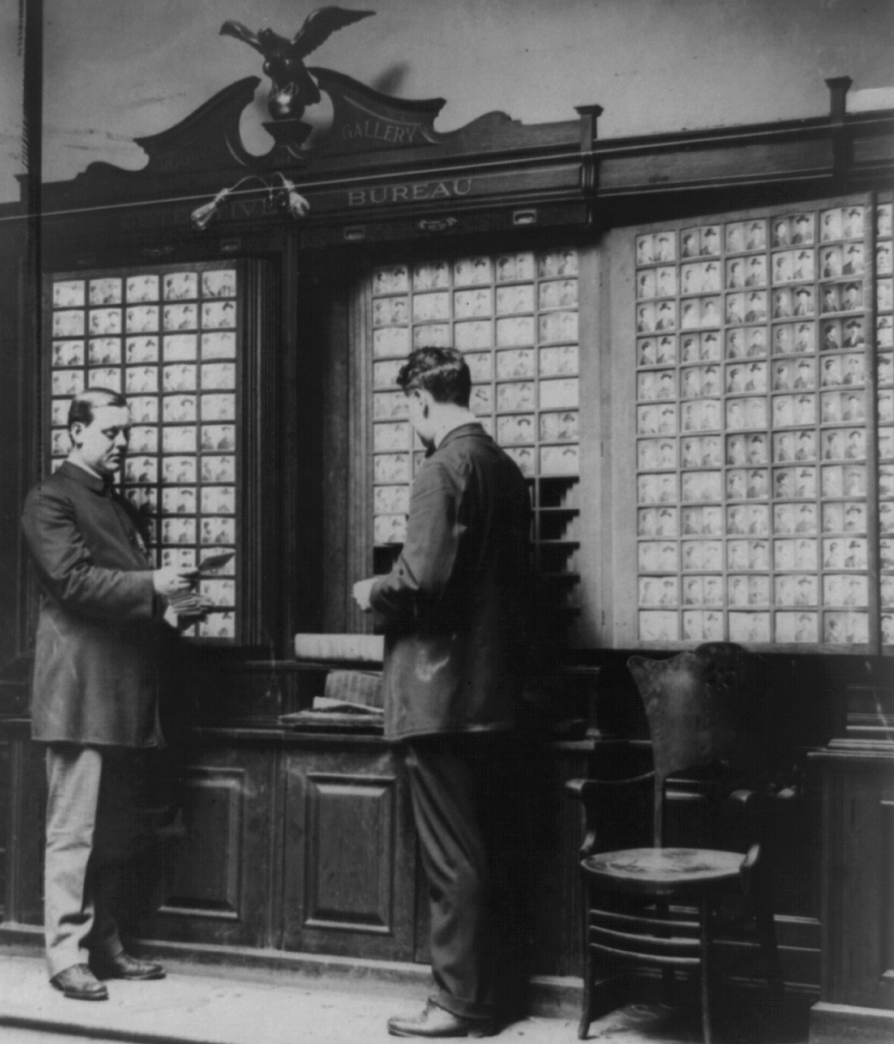
ニューヨーク市警察のローグ・ギャラリー（1909年、7月）

ローグ・ギャラリー（rogues' gallery、rogues gallery）とは、犯罪容疑者の顔写真などを識別のために保管した警察のコレクションのことである。

## 歴史
1855年、ピンカートン探偵社の創設者であるアラン・ピンカートンは、犯罪者やその関係者の名前と説明、犯罪の形態（手口）、隠れ家などをまとめた「ローグ・ギャラリー」を設立した。また、同時期には、サンフランシスコ市警察の刑事アイザイア・W・リーズによって1854-1855年ごろに設立されたコレクションも存在している。
19世紀末のニューヨーク市警察のトーマス・F・バーンズ警部は、目撃者が容疑者を識別するために使用された前歴者の写真のコレクションを表現する用語として普及させた。バーンズはこれらの写真の一部を犯罪者の詳細とともに『Professional Criminals of America』（1886年）で発表した。